# Monophlebus irregularis
Monophlebus irregularis är en insektsart som beskrevs av Ernst Friedrich Germar 1856. Monophlebus irregularis ingår i släktet Monophlebus och familjen pärlsköldlöss. Inga underarter finns listade i Catalogue of Life.